# Mucugê
Mucugê é um município brasileiro do estado da Bahia, localizado na Chapada Diamantina. Localiza-se a uma latitude 13º00'19" sul e a uma longitude 41º22'15" oeste, estando a uma altitude de 983 metros. Sua população na estimativa de 2024 do IBGE era de 12 650 habitantes, distribuídos por uma área de 2.462,153 km².

## Topônimo
"Mucugê" deriva do tupi mukuîé, que designa uma planta da família das apocináceas, o mucujê (Couma rigida).

## História
A região de Mucugê começou a ser ocupada no início do século XIX por fazendeiros de gado.
Em 1844, um empregado do garimpeiro José Pereira do Prado (Cazuza do Prado) descobriu diamantes nas margens do Rio Mucugê, o que trouxe para a região milhares de pessoas, entre migrantes oriundos de locais onde a mineração de pedras preciosas já aconteceu no passado, como Diamantina e Serro em Minas Gerais e Rio de Contas e Jacobina na Bahia, comerciantes e senhores de engenho de Salvador e do Recôncavo Baiano, escravos africanos trazidos para trabalhar nas jazidas diamantíferas e também estrangeiros (franceses, árabes e judeus). Também em 1844, começou a se formar a povoação de Mucugê do Paraguaçu, embrião da atual cidade de Mucugê.
A Lei Provincial n.º 271, de 17 de maio de 1847, elevou o povoado de Mucugê do Paraguaçu à categoria de vila, com o nome de Santa Isabel do Paraguaçu, desmembrando-se da vila de Minas do Rio de Contas (atual Rio de Contas), sendo instalada em fevereiro de 1848.
A partir de 1871, devido à concorrência com os diamantes descobertos na África do Sul, a vila de Santa Isabel do Paraguaçu começou a perder importância. Sua base econômica mudou do garimpo para o cultivo de café, cana, cereais e algodão e a pecuária.
Por meio de Ato estadual de 2 de outubro de 1890, a vila de Santa Isabel do Paraguaçu foi elevada à categoria de cidade, com o nome de São João do Paraguaçu.
Na primeira metade do século XX, a economia mucugeense também era baseada na colheita de sempre-vivas, uma flor usada como decoração. No entanto, essa atividade causou grandes impactos ambientais à região, como a quase extinção da planta.
A Lei Estadual n.º 1226, de 23 de agosto de 1917, renomeou o município de São João do Paraguaçu para Mucugê.
Relatos dos mais velhos anciãos da região alegam que a Mucugê do século XIX, em seu ápice econômico, chegou a abrigar um número próximo a 30 mil pessoas, e que, após a decadência da atividade mineradora, a população despencou drasticamente até chegar bem perto do que é atualmente, sendo o período de maior decréscimo populacional a década de 1980. Já nos anos 1990, a população voltou a crescer, devido ao impulso do turismo e da agricultura empresarial altamente mecanizada, trazida por grandes grupos de empresários oriundos do Sul do Brasil, do interior de São Paulo e alguns grupos estrangeiros.
Ao longo de sua história, Mucugê perdeu território para a criação dos municípios de Maracás (1855), Lençóis (1856), Brejo Grande (atual Ituaçu, 1867), Andaraí (1884), Barra da Estiva (1890) e Ibicoara (1962).

## Geografia

### Hidrografia
O município de Mucugê dispõe de muita água, pois é cortado por diversos rios e afluentes, sendo a sua principal fonte hídrica o rio Paraguaçu, responsável pelo fornecimento de água para a cidade e para a agricultura de larga escala no município. O trecho do rio Paraguaçu entre Cascavel e as cercanias da cidade de Mucugê possui barragem do Apertado, uma importante fonte d'água para região.

### Clima
O clima da região é ameno, apresentando temperaturas entre 7 °C e 20 °C no inverno e entre 22 °C e 30 °C graus no verão. A cidade situa-se a cerca de mil metros de altitude, apresentando também altitude semelhante cerca de 60% do município; os outros 40% estão numa região de baixa altitude com clima tropical semiárido, compondo a vegetação a Caatinga. As chuvas mais intensas se concentram entre os meses de novembro e março. O restante do ano apresenta índices pluviométricos mais modestos, porém com certa regularidade.

### Parque Municipal de Mucugê[14]
A cidade abriga o Parque Municipal de Mucugê (Projeto Sempre Viva): sua área é de 270 hectares. O Parque Municipal de Mucugê trabalha com várias atividades, tais como:
- pesquisa em parceria com a UEFS para a reprodução de uma espécie endêmica de sempre-viva (Syngonanthus mucugensis) que está extremamente ameaçada de extinção.
- Geoprocessamento e confecção de mapas temáticos de todo o município de Mucugê, todo o Parque Nacional e várias outras localidades da Chapada Diamantina.
- educação ambiental com todas as escolas do município, vários colégios particulares do Recife e de Salvador e com muitas escolas públicas e particulares de municípios vizinhos. Coletas e identificação de plantas da área da reserva já foram e estão sendo feitas. O herbário do parque conta hoje com mais de mil plantas já catalogadas e identificadas.
- Museu Vivo do Garimpo (MVG), principal espaço museológico, de educação patrimonial e de preservação do patrimônio histórico e cultural da região da Chapada Diamantina.

## Organização político-administrativa
O município de Mucugê possui uma estrutura político-administrativa composta pelo Poder Executivo, chefiado por um Prefeito eleito por sufrágio universal, o qual é auxiliado diretamente por secretários municipais nomeados por ele, e pelo Poder Legislativo, institucionalizado pela Câmara Municipal de Mucugê, órgão colegiado de representação dos munícipes que é composto por vereadores também eleitos por sufrágio universal.

### Atuais autoridades municipais de Mucugê
- Prefeito: Ana Olímpia Hora Medrado - PSB (2025/-)[16]
- Vice-prefeito: Leandro da Cunha Profeta - Avante (2025/-)[16]

## Economia
Atualmente, Mucugê vive de duas atividades econômicas: a do turismo, graças às suas arquitetura colonial, montanhas, cânions e belíssimas cachoeiras; e a do agronegócio, devido às modernas empresas que se instalaram em Cascavel — hoje distrito de Ibicoara e que, atualmente, possuem fazendas altamente mecanizadas nas terras planas do município, terras essas muito semelhantes às do cerrado goiano.
Mas o maior destaque atualmente fica com o agropolo Mucugê-Ibicoara - área responsável pela geração de mais de cinco mil empregos diretos. Com uma produção anual de 500 mil toneladas de hortaliças, a área produz mais de 50% da batata-inglesa consumida no Nordeste, além de tomate, cebola, repolho, morangos, maracujá, abóbora e pimentão. Destaca-se, ainda, a produção de café especial para exportação e de uva.

## Infraestrutura e Serviços Públicos

### Comunicações

#### Deserto de Notícias
De acordo com o Atlas da Notícia, mapeamento realizado pelo "Instituto para o Desenvolvimento do Jornalismo" (Projor) com a Agência Brasileira de Jornalismo de Dados "Volt Data Lab", Mucugê seria um Deserto de Notícia, pois inexistem meios de comunicação situados neste município que produzem informação local.

## Personalidades
Entre os mucugeenses ilustres estão:
- Armênio Guedes, jornalista e político;
- Luiz Gonzaga de Almeida, atleta do levantamento de peso.

## Galeria

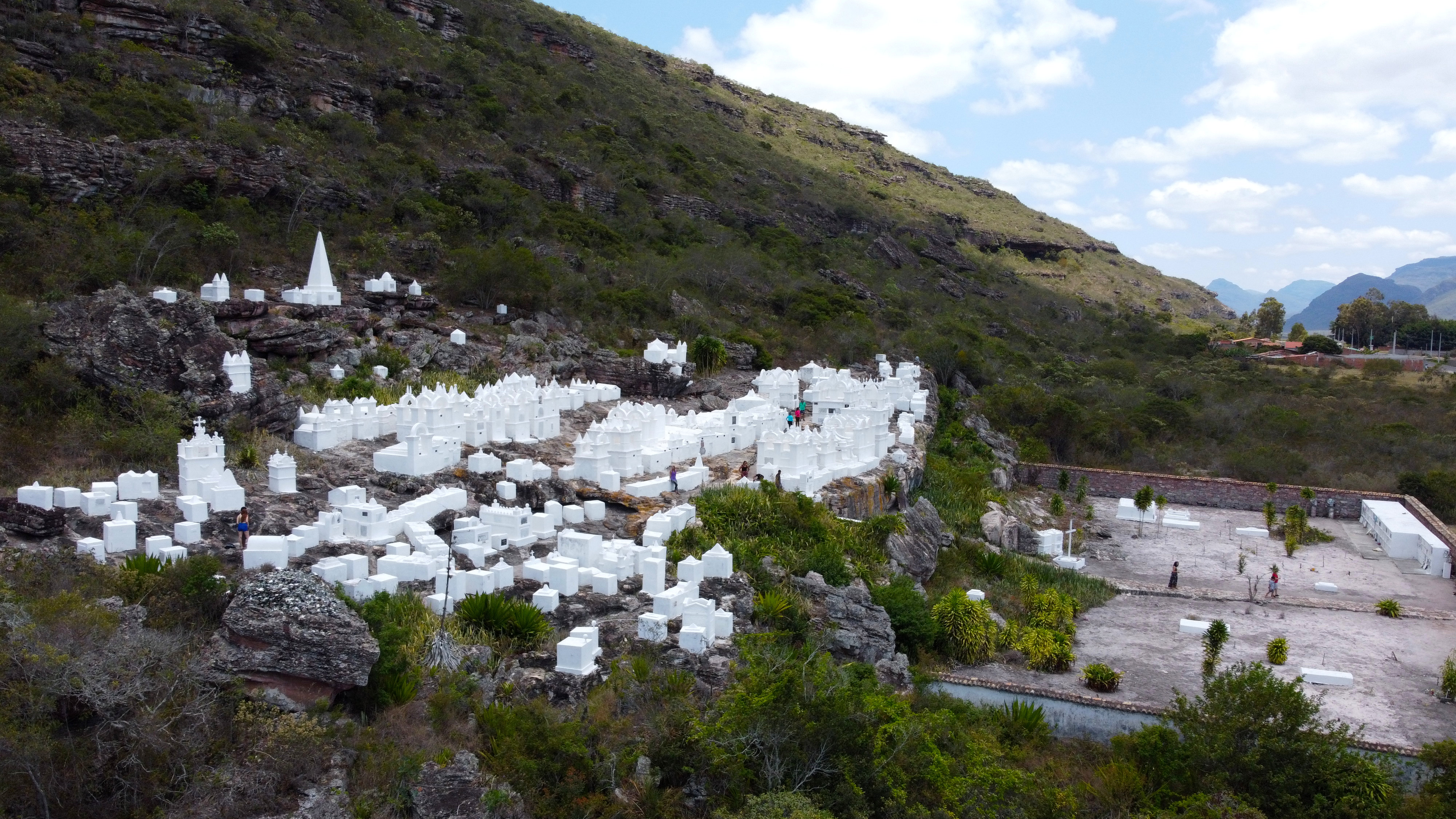
Cemitério Bizantino.
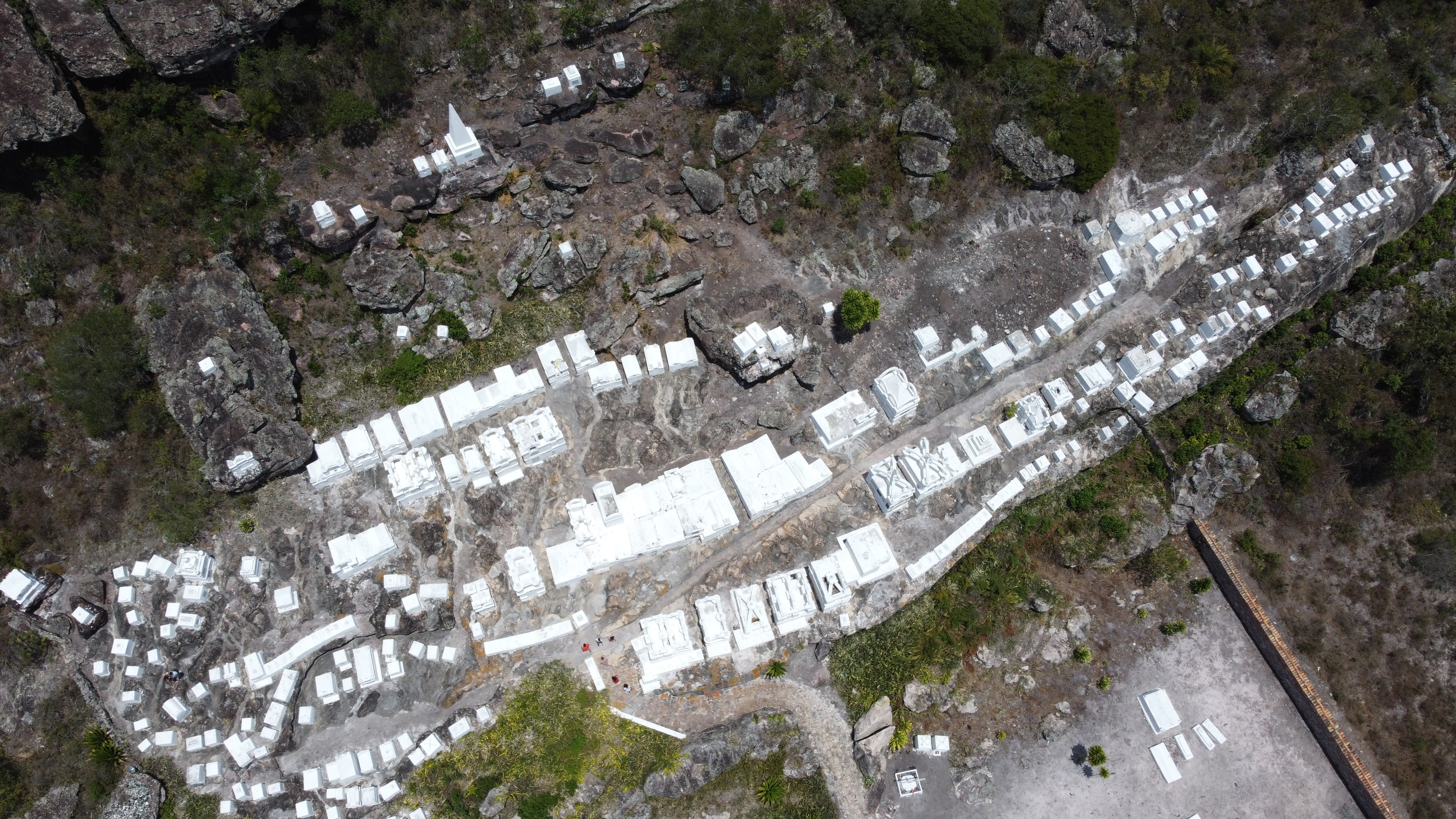
Cemitério Bizantino.
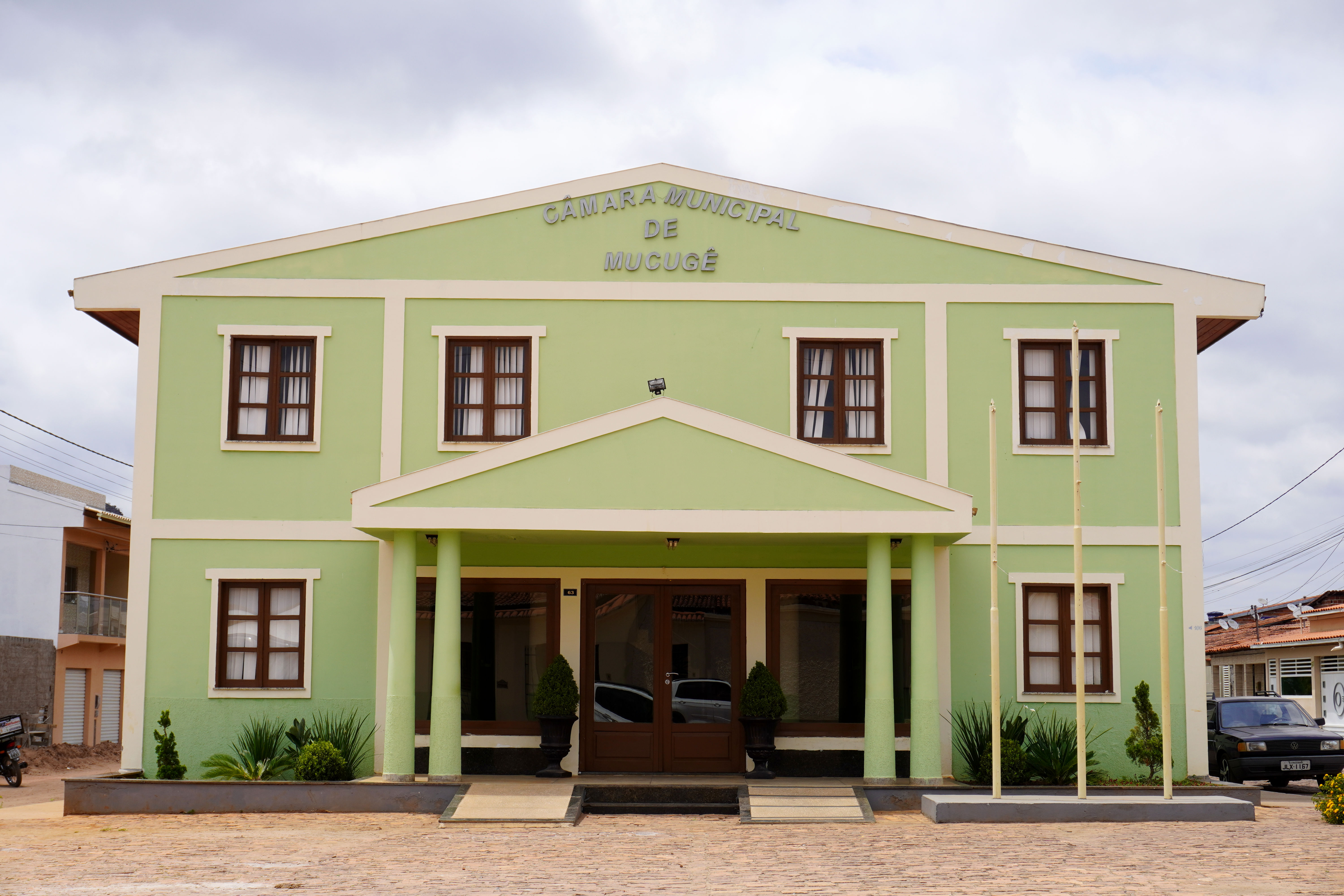
Câmara de Vereadores.
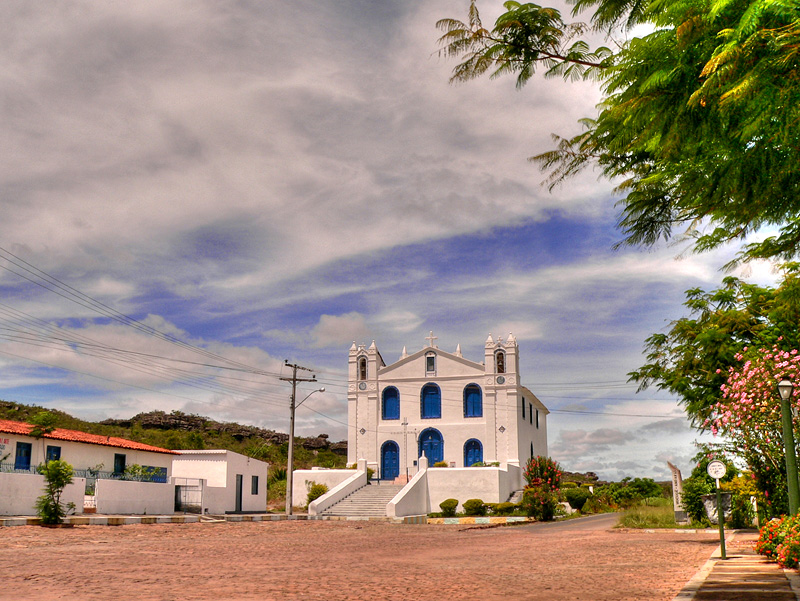
Igreja Santa Isabel.